# Carlos Corberán
Carlos Corberán Vallet (* 7. dubna 1983) je španělský fotbalový trenér a bývalý brankář, který je v současné době hlavním trenérem španělského klubu z La Ligy, Valencie.
Corberán byl dříve hlavní trenér Doxy a Ermise z kyperské první divize, byl asistentem trenéra A-týmu a trenér týmu do 23 let v Leeds United. Poté trénoval v Huddersfield Town, Olympiakos a West Bromwich Albion, v prosinci 2024 se stal trenérem Valencie.

## Hráčská kariéra
Corberán se narodil v Cheste ve valencijské komunitě dne 7. dubna 1983. Jako malý hrál za CD Cheste a Valencii.
Svou seniorskou kariéru začal jako brankář za Valencii B, než přestoupil do Burjassotu a poté do Ribarroji. Poté, co nehrál vyšší soutěž než Tercera División, se v roce 2006 ve věku 23 let rozhodl ukončit sportovní kariéru, aby se mohl věnovat trénování.

## Trenérská kariéra

### Raná kariéra
Po odchodu do důchodu začal Corberán pracovat v C a B-týmech Villarrealu jako kondiční trenér. V roce 2011, po jmenování Juana Carlose Garrida do prvního týmu, byl jmenován kondičním trenérem hlavního týmu.
V únoru 2012 Corberán podepsal smlouvu se saúdskoarabským týmem Al-Ittihad po boku hlavního trenéra Raúla Canedy, kterého doporučil Pep Guardiola.  V klubu byl kondičním trenérem a pomohl klubu dostat se do semifinále AFC Champions League.
V červenci 2013 byl Corberán jmenován manažerem A týmu Juvenil Alcorcónu, ale v lednu následujícího roku byl zbaven svých povinností a nahrazen José Maríou Ricem. V roce 2014 se vrátil do Saúdské Arábie a připojil se k Al-Nassr a byl jmenován Canedovým asistentem. Byli druzí v Superpoháru a dostali se do skupinové fáze v Lize mistrů AFC a byli také finalisty Královského poháru.